# コンホヴァル・マク・ネサ
コンホヴァル・マク・ネサ（Conchobar mac Nessa）[発音:/'konxovar mak 'N'esa/ (Maier); kon-chov-or / kon-choor (Kinsella); Cru-hoor, Conachoor (Zaczek, Mountain) ]は、アイルランドのアルスター伝説におけるアルスターの王。コノール・マック・ネサ、コナハー王、クルフーア、コホナール・マックネサ、コノア王等とさまざまに表記される。コノール/コノア(Conor)は、アイルランド語の人名を英国化した名(anglicization)である。

## 伝承文学

### 出自と即位
コンホヴァル・マク・ネサの名は、〈母親ネスの子〉を示す母称である。一説では、ドルイド僧カトヴァド（カファ、カスバド）が、「ちょうどいま身ごもればその子は必ず王になる」と占い、その機を逃さずにネスに宿した子種だとされる。異説では、ネスがコンホヴァル川の汲み水の二匹の虫を呑んだ拍子に妊娠した、あるいは上王ファフトナ・ファータハ(?)（ファクトナ・ファサホ、ファハナ・ファサホとも） (en:Fachtna Fáthach) が実父か、そのどちらかだという。ネサが産気づいた時、カトヴァドは出産を一日遅らせれば、キリストと同じ生誕の日となり、その子は必ずや王になると言ってこらえさせた。

コンホヴァルの母は、当時のアルスターの王フェルグス・マク・ロイヒの妻となる代償として、一年限りの約束で息子を王位にすえることを求めた。だがその統治があまりにも申し分なかったため、一年の期限が来ても、アルスターの家臣たちはフェルグスの復位を認めなかったという。

### エヴァン・マハの宮廷
アルスターの王都はエヴァン・マハ。マハという女性が双子を生みおとしたことでそう名付けられたが、コンホヴァルは妊娠中の彼女を無理強いして馬車と競争させたため、もっとも肝心なとき（国家の危機）に臣下のアルスター人（ウラド人）の男衆ほぼ全員の力が陣痛中の女性のごとく萎えてしまうという報いを受ける（『ウラドの人々の衰弱』）。

この都にもうけた三つの館のうち、王は「赤枝」の館（Red Branch; アイルランド語: Cróeb Ruad）に坐すといわれる（「鮮赤枝」の館（アイルランド語: Cróeb Derg）には生首や分捕り品がたくわえられ、「綺羅光る贅沢」の館（アイルランド語: Téite Brec）には剣・槍・盾・杯が貯蔵されていた）。王の頭上には、銀製の枝に三個の黄金の林檎をぶら下げた装置があり、一同の注意をうながすためには、これを揺さぶるのだという。この装置は、頭上の板をたたいてこれをシェイクした。
また、コンホヴァル王には、いわゆる初夜権が認められていたらしいが、このことは『エウィルへの求婚』であきらかにされている。ただしクーフリンの新妻エウェルの場合は、かたちのうえではこの悪しき慣習にならったが、見張り役をつけ、じっさいは彼女が王のお手付きにならぬように（クーフリンの激怒を買わぬように）取り計らった。

### 家族構成
父母以外でよく知られる縁戚関係は、姉/妹のデヒティネ（デヒテラ）が神のルーと通じてクー・フリンを生んだ事実だが、このとき父親の正体が不明だったため、コンホヴァル自身が酔っぱらって妹を犯してこさえた子だという風聞も立った。

コンホヴァルの王妃はムーゲン・エタンハイスレフ(?)（現代発音はムーアン）で、あいだにグラスネ(?)(Glasne)という王子をもうけている。
コンホヴァルの息子のうち長男コルマク・コン・ロンガスは流浪組の長。その次に王位継承の候補になったのは、クースクリド・メン。また、フルヴィデ・フェルヴェン(?)) （近代読フォルバ？Forbaí）もいる。この三人の王子のほかにも、個々の作品にコンホヴァルの息子や娘、甥などが登場する。
また『ボイン川の戦い』によれば、エオフ（エオヒド）・フェドレフ上王は、コンホヴァルの父ファフトナ・ファータハを殺めた賠償として、コンホヴァルに自分の娘たちを（Eile 以外は）全部、コンホヴァルに妻として差し出さねばならなかった。コルマクに嫁した姉妹には、コルマク王子の生母クロトラ (Clothra)、フルヴィデ王子の生母 (Eithne)、ムーゲン（ムーアン）王妃、さらにはメイヴがかつての妻に含まれる。

### 災いの連鎖
コンホヴァルは、災いをもたらすと予言されていた語り部フェドリウィド（フェリミ）の娘を赤子から自分の妻にするため世間から隔絶させて養育させ、悲劇が起きる。このデアドラは成人するとノイシュに初恋し、これと駆け落ちしてスコットランド方面に逃亡してしまう。しかしノイシュら三兄弟（ウシュリウの息子たち）を、友好の儀をいつわって抹殺したことで、フェルグス、ドゥフタハ、嫡子のコルマクの信を失い、この三勇士はコナハト（コノート）に亡命してしまう。
『クアルンゲの牛捕り』（クーリーの牛追い）の戦いが勃発すると、敵国のコナハト国軍のみならず、アリルの兄弟らが率いるアイルランドの他州の王軍、さらにはアルスターの亡命組もくわわる3,000の人の兵団の18団分と敵対せねばならなかった。ところが、この大事に至って、アルスターの男性ことごとくが、上述のマハの呪いにかかって動けなくなってしまった。そこで、ただひとり呪いをまぬかれたクー・フリンが一人で持ちこたえ、終盤になってようやく、コンホヴァルが軍をひきいて登場する。
コンホヴァルは、フェルグスがうちおろすカラドボルグの攻撃を三太刀、その盾オハンによって受け止めた。頭に乗って、自分がフェルグスを廃位させ追放においやったなどと愚弄するので、フェルグスは両手を使って渾身の剣撃を浴びせるところだったが、コルマクにその手を制されて断念した。

### 死因
コンホヴァルは、コナハトの戦士、ケト・マク・マーガハによって、頭蓋内に「脳弾」を投石器（スリング）で撃ち込まれた。この脳弾とは、メスゲグラ（Mesgegra メスゲドラとも）の脳を石灰で固めて作った弾である。即死はしなかったが、医者はもしその弾がずれたときは死ぬ、と忠告した。何年間のち、キリストが磔刑にされて死んだとの報をうけて、コンホヴァルはいきまいて武装決起したが、興奮で脳弾が移動して死亡した。

### 所有品

#### オハン（盾）
コンホヴァルの武具や所有品のうち、上述の盾オハン（Ochain 「美しき耳」）が著名である。

より後世の伝承によれば、この盾が打たれて悲鳴をあげるとき、エリンの三大灘（三大波浪）が呼応すると物語られている。

盾名もまた「大海」 (an Acéin,"The Ocean" )と表記される編本が存在する（近世版『ウシュリウの子らの最期』＝オフラナガン編本『デアドラ』）。

#### ゴーム・グラス（剣）
コンホヴァルの剣、ゴーム・グラス（Gorm Glas「青緑」）（グレゴリー夫人版『デァドリー』）は、再話による武器名（改名）である。にもかかわらず、複数の事典ではこの王の剣の名として取り上げられている。

近世写本から編纂されたという『ウシュリウの子らの最期』（『デアドラ』物語）がもし正しければ、コンホヴァルが王子のフィアクラ（フィアフラ Fiachra, Fiachna）に貸し与えた剣の真正の名はコルグ・グラス (?)("the Blue-green Blade"; アイルランド語: colg glas)である（オフラナガン編本『デアドラ』）。

ところがこうした武器名を伝える最古の15世紀の写本をひもとくと、これはじつは王の剣ではなく、コナル・ケルナハの槍だということになっている（Glen Masan 写本版『デアドラ』物語）。

近世版『デアドラ』物語では、他にもコンホヴァルが王子に貸し与えた槍名（投槍名）の固有名や、異本では弓名が登場する。

#### その他
他にも「毒槍」 Craisech Neme ("Venomous Lance" )；
フィドヘル(fidchell)をさすための将棋盤「美頭」（ケェンヒーヴ(?) Cennchaem）；
酒樽 Ol nGuala（『コンホヴァルの話』）などがあげられる。

### 事典など
- Mackillop, James, Dictionary of Celtic Mytholgy (1998)
- Maier, Bernhard, Dictionary of Celtic Religion and Culture (Boydell 1997) "Conchobar mac Nessa" p.80 (英訳)。ベルンハルト・マイヤー（鶴岡真弓監修、平島直一郎訳）『ケルト事典』 創元社 (2001)（日本語訳）。
- Mountain, Harry, The Celtic Encyclopedia 2, pg.471-

### 一次資料
- 『ボイン(ボーニャ)の戦い』Joseph O'Neill, "Cath Boinde", Ériu 2 (1905), pp. 173-185
- 『コンホヴァルの話』
  - Stokes, Whitley, tr. ed., Scéla Conchobair maic Nessa, "The Tidings of Conchobar son of Ness", Ériu 4 (1910), 18-33. google
  - (館＆盾のリストの抜粋) O'Curry, Eugene, "Lect. XV, List of celebrated Shields, in the Book of Leinster", Manners Vol. 2 (of 3) (London, 1873) 332-3
  - (新訳) Kinsella, "How Conchobar was begotten, and how he took the kingship of Ulster" の章 The Táin (1969) pp.3-6

### 英訳書
- Kinsella, Thomas, tr. The Táin (1969)

### 二次資料
- 幻想武器博物館「コンホヴァル・マク・ネサの武器」（「ゴーム・グラス（Gorm Glas）」ほか）
- Gregory, Augusta, "VII Fate of the Sons of Usnach", Cuchulain of Muirthemne (1902), pp. 104-142 
  - （日本語訳）三宅忠明・森定万里子訳『デァドリー』（デァドラ精選シリーズ2、大学教育出版、2000）所収「ウシュナの子」
- MacLeod, Fiona (William Sharp), The washer of the ford, and other legendary moralities (1896), p.297-. Works II, p.403
  - （日本語訳）フィオナ・マクラオド、松村みね子訳「女王スカァアの笑い」『かなしき女王』所収（第一書房 1925年、沖積舎 1989年、筑摩書房 2005年）やぶちゃんの電子テクスト集
- Zaczek, Iain,Chronicles of the Celts (1997)
  - （日本語訳）イアン・ツァイセック著（山本史郎、山本泰子訳）『図説ケルト神話物語』（1998年）